# Рамлер, Карл Вильгельм
Карл Вильгельм Рамлер (нем. Karl Wilhelm Ramler; 25 февраля 1725 — 11 апреля 1798, Берлин) — немецкий поэт-классицист, преподаватель логики и изящных искусств в Берлинском кадетском корпусе, позже один из директоров Берлинского королевского театра.
Некоторые современники называли его немецким Горацием, другие осмеивали из-за излишней напыщенности и искусственности его произведений.
Помимо стихотворных произведений Рамлеру принадлежит также ряд критических исследований.
Карл Рамлер подготовил первое посмертное издание произведений Клейста («Sämmtliche Werke», Берлин, 1760). 